# Privatbibliothek Huldrych Zwinglis

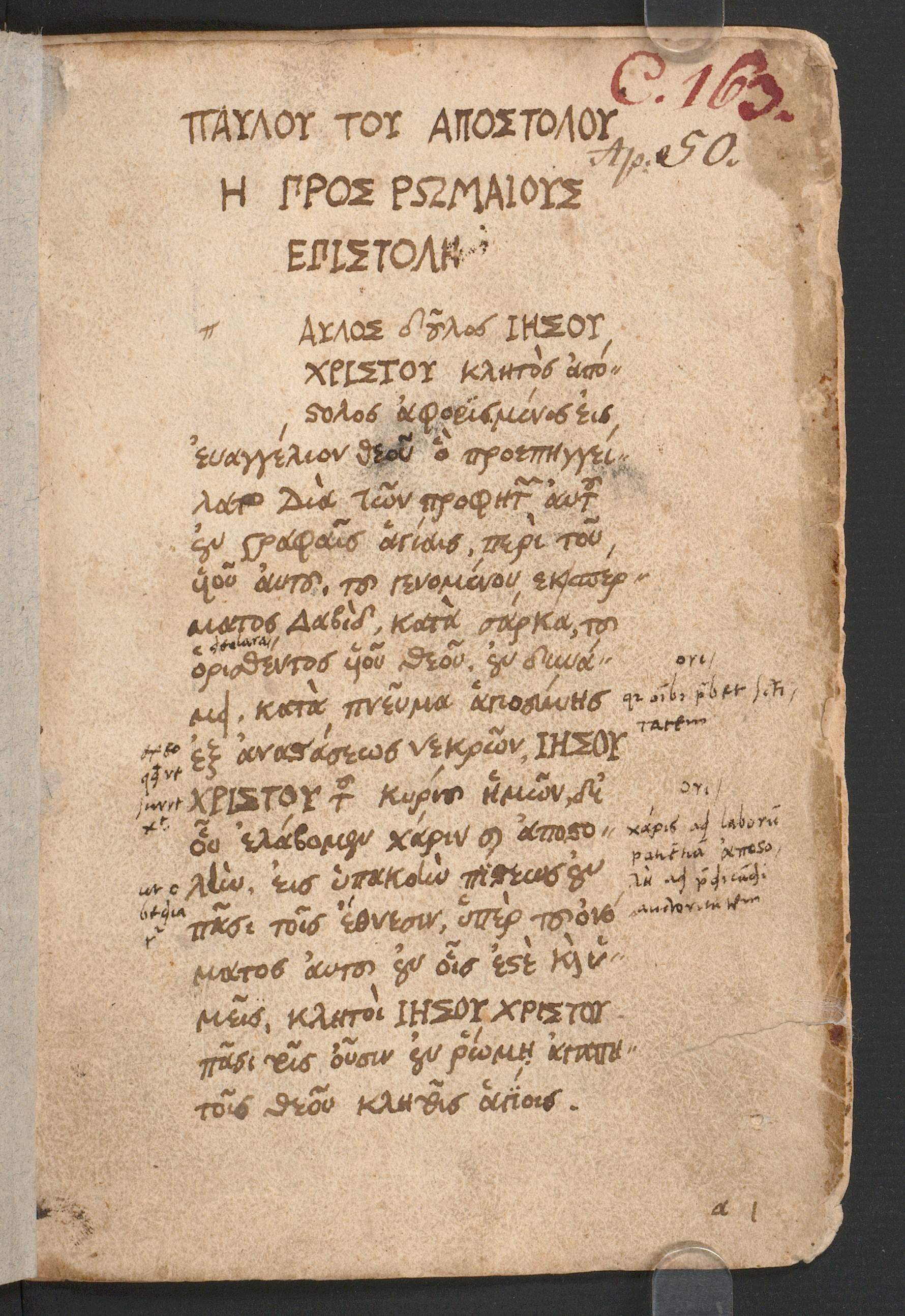
Beginn von Zwinglis Manuskript der Paulusbriefe. Am Seitenrand verwies er zweimal mit dem Kürzel ori auf Origenes (Zentralbibliothek Zürich, RP 15)

Die Privatbibliothek Huldrych Zwinglis war eine Büchersammlung des Zürcher Reformators Huldrych Zwingli. Nach seinem Tode erwarb sie Heinrich Bullinger 1532 für die Bibliothek des Grossmünsters. Die Buchbestände des Grossmünsters bildeten den Grundbestand der 1835 gegründeten Kantonsbibliothek Zürich. Die Bücher aus dem Besitz Zwinglis werden seit der Zusammenlegung von Kantonsbibliothek und Stadtbibliothek 1914 in der Zentralbibliothek Zürich aufbewahrt, wenige Titel befinden sich in anderen Bibliotheken. Als «Kollektion Huldrych Zwingli» stehen alle Bücher aus dem Besitz Zwinglis, die sich in der Zentralbibliothek befinden, bei e-rara digitalisiert zur Verfügung.

## Zwingli als Buchbesitzer
Huldrych Zwingli stammte aus einer wohlhabenden bäuerlichen Familie, so dass er es sich leisten konnte, Bücher zu kaufen. Er begann anscheinend aber erst mit dem Aufbau einer Bibliothek, nachdem er 1506 seine Pfarrstelle in Glarus angetreten und dadurch ein festes Einkommen hatte. Über interessante Neuerscheinungen der Basler Druckereien und der Frankfurter Messe hielten Brieffreunde ihn auf dem Laufenden. Kauf und Transport neuer Bücher waren teuer, so dass er gerne Buchgeschenke befreundeter Humanisten annahm. Mit 31 Titeln leistete der Basler Reformator Johannes Oekolampad den grössten Beitrag zu Zwinglis Privatbibliothek.
Zwingli trug seinen Besitzvermerk gern auf Griechisch in seinen Büchern ein; ein Beispiel: Johannes Reuchlins De rudimentis hebraicis war Zwinglis Lehr- und Wörterbuch für die Arbeit am hebräischen Bibeltext und für ihn daher sehr wichtig. In sein Exemplar schrieb er zweimal εἰμὶ τοῦ ζϋγγλΐου eimì toũ zÿnglḯou «Ich gehöre dem Zwingli». Diese Besitzvermerke Zwinglis bieten die Möglichkeit, einige Bücher aus seiner Privatbibliothek zu identifizieren. Weitere Titel sind dadurch identifizierbar, dass er sie durcharbeitete und Randbemerkungen darin eintrug. Hierbei muss berücksichtigt werden, dass Zwinglis Handschrift sich zweimal (um 1508/10 und um 1519) deutlich veränderte. Zwingli kann durchaus weitere Bücher in seiner Bibliothek gehabt haben, die er nicht beziehungsweise nicht mit eigenen Notizen las; diese Bücher können in der Zentralbibliothek Zürich vorhanden sein, sind ihm aber nicht mehr zuzuordnen.
Zwinglis Randbemerkungen sind teils Frucht seiner theologischen und philologischen Arbeit, teils auch «Plaudereien» mit dem Autor und ausserdem eine Quelle von Informationen zur Biografie des Zürcher Reformators.

## Zwinglis Bibliothek und ihre Schwerpunkte

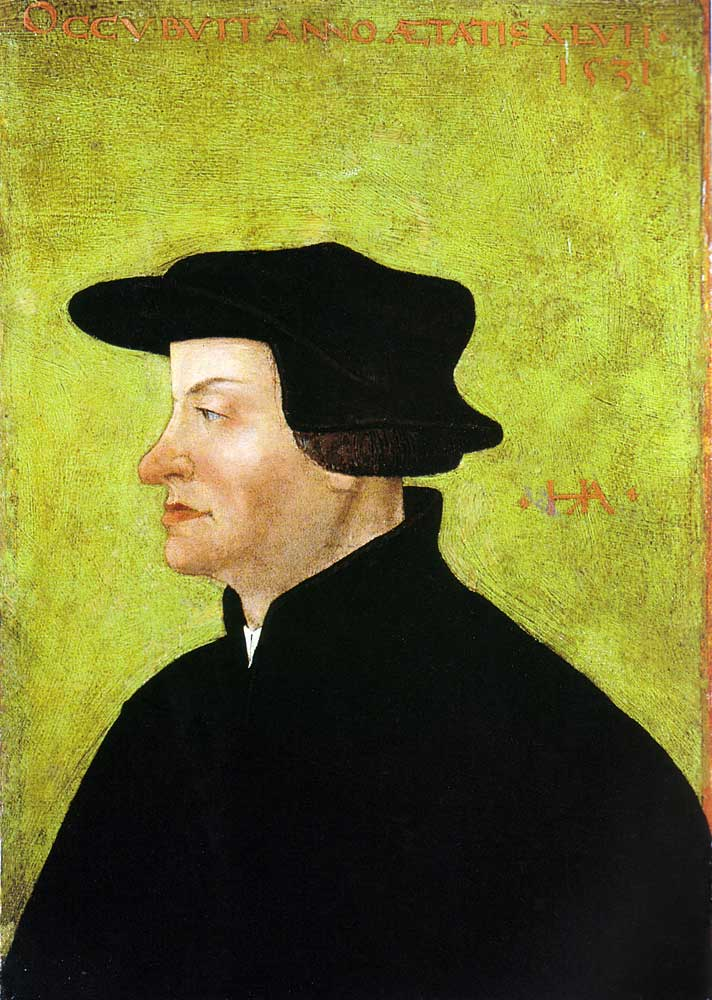
Postumes Porträt Zwinglis (Hans Asper, nach 1531, Kunst Museum Winterthur – Beim Stadthaus)

Ende der 2010er Jahre können 445 Bücher dem Besitzer Zwingli zugewiesen werden, von denen 205 noch erhalten sind. Basel ist der bei weitem wichtigste Druckort. Zwingli interessierte sich ausweislich seines Buchbesitzes vor allem für Theologie, aber auch für Geschichtswerke, lateinische und neulateinische sowie griechische Literatur. Die üblichen «Lieblingsautoren» der Humanisten waren in Zwinglis Bibliothek versammelt: Aulus Gellius, Catull, Cicero, Juvenal, Lukian, Plutarch, Quintilian und – von Zwingli besonders geschätzt – Seneca. Von seinem Vorgänger auf der Pfarrstelle in Glarus kaufte er die Werke des Flavius Josephus in lateinischer Übersetzung. Sowohl dessen Jüdische Altertümer als auch den Jüdischen Krieg arbeitete er sorgfältig durch. Josephus lieferte ihm Hintergrundwissen für die Bibelexegese, lud Zwingli aber auch öfter in den Randbemerkungen zu Vergleichen mit der Schweizer Geschichte, autobiographischen Notizen und geschichtsphilosophischen Betrachtungen ein. Vergleichsweise gering ist der Anteil philosophischer und hebräischer Bücher in Zwinglis Bibliothek; sie werden von naturwissenschaftlichen Büchern an Zahl übertroffen.
Bei den theologischen Büchern in Zwinglis Privatbibliothek weisen die Historiker Urs B. Leu und Sandra Weidmann darauf hin, dass Zwinglis Leseinteresse sich von den Kirchenvätern und der Bibelauslegung weg und zu Kontroversliteratur und systematischer Theologie hin verlagerte. Das zwischen Wittenberg und Zürich umstrittene Thema Abendmahl bildet hierbei einen Schwerpunkt.
Aus seiner Zeit als katholischer Priester bewahrte Zwingli ein Brevier (Breviarium Constantinense) auf, das den lateinischen Psalter enthielt. Zwingli nutzte diesen Psalter auch für seine exegetische Arbeit. Er besass und nutzte mehrere Werke der Spätscholastik, insbesondere den Sentenzenkommentar des Johannes Duns Scotus. Zeitweise interessierte er sich in seiner Zeit als Priester in Glarus für die Werke von Giovanni Pico della Mirandola. Danach faszinierte ihn das Werk des Erasmus von Rotterdam, von dem er in seiner Bibliothek 16 erhaltene und acht heute verlorene Titel besass. Seine Einträge dokumentieren, dass er besonders das Enchiridion militis christiani und die Adagia mehrfach durcharbeitete.
Unter den Kirchenvätern steht in Zwinglis Bibliothek Hieronymus an erster Stelle; Zwingli besass die 1516 in Basel erschienene neunbändige Werkausgabe. Während er Hieronymus hauptsächlich für die Bibelexegese heranzog, war Augustinus theologisch für ihn von hervorragender Bedeutung. Hier fällt auf, dass Zwingli in die Schriften des Augustinus relativ wenig Anmerkungen eintrug. Es liegt nahe, dass er sich Exzerpte in Form einer Loci-Sammlung zusammenstellte. Weitere patristische Autoren, deren Werke Zwingli in seiner Bibliothek besass und die er den Anmerkungen zufolge durcharbeitete, waren Origenes, Johannes Chrysostomos, Johannes von Damaskus, die drei Kappadozier Gregor von Nazianz, Gregor von Nyssa und Basilius von Caesarea, ausserdem Kyrill von Alexandria, Hilarius von Poitiers, Athanasius, Cyprian von Karthago, Irenäus von Lyon und Theophylakt. Die Kirchengeschichte des Eusebius von Caesarea nutzte Zwingli in der Stiftsbibliothek des Grossmünsters, ohne sie selbst zu besitzen.
Zwingli schrieb 1517 einen Teil des griechischen Neuen Testaments (Paulusbriefe und Hebräerbrief) selbst ab, ein Manuskript, mit dem er über mehrere Jahre arbeitete. Er war damals Leutpriester in Einsiedeln. Zwinglis Manuskript wird unter den «Büchern» Zwinglis mitgezählt. In seinen Anmerkungen zum griechischen Text verwies er darin auf die Kirchenväter, Martin Luther und Erasmus von Rotterdam, besonders häufig aber mit dem Kürzel ori auf den altkirchlichen Exegeten Origenes. Die Zwingli-Forschung hatte immer vermutet, dass Zwingli die berühmte Stiftsbibliothek Einsiedeln für seine Studien genutzt habe, doch gelang es im 20. Jahrhundert nicht, dort Spuren seiner Tätigkeit zu finden. 2019 fand der Klosterbibliothekar Justinus Pagnamenta in einem Römerbrief-Kommentar des Origenes Einträge von Zwingli. Zuvor hatte bereits Urs B. Leu in einem Jesaja-Kommentar des Hieronymus in der Stiftsbibliothek Einsiedeln Zwinglis Notizen entdeckt. Anhand dieser beiden mittelalterlichen Kodizes lassen sich nun Zwinglis biblische Studien seiner Zeit in Einsiedeln besser nachvollziehen.
In dieser Phase beschäftigte er sich auch mit dem Buch der Psalmen, wozu er den Psalter in seinem Brevier heranzog, aber vor allem das Psalterium quincuplex des Jacques Lefèvre d’Étaples, welches den Vergleich von fünf Übersetzungen der Psalmen ins Lateinische ermöglichte. Er besass den von Johannes Reuchlin herausgegebenen zweisprachigen hebräisch-lateinischen Psalter und das von Agostino Giustiniani 1516 veröffentlichte Psalterium polyglottum (= Octaplus psalterii), das den hebräischen, griechischen, arabischen und aramäischen Text der Psalmen sowie drei lateinische Übersetzungen in Spalten nebeneinander bot.
Aus Zwinglis Besitz ist keine deutschsprachige Bibel erhalten. Eine griechische Vollbibel (Altes und Neues Testament), die er 1520 zum hohen Preis von zehn Gulden erwarb, nutzte er intensiv, indem er den Text der Septuaginta durch lateinische und hebräische Parallelen am Rand erschloss und Abweichungen des griechischen Textes vom hebräischen Text eintrug. Zwingli war in der exegetischen Arbeitsgemeinschaft der Zürcher Prophezei ab 1525 für die antike griechische Übersetzung des Alten Testaments zuständig, und dieses Buch war offenbar sein Handexemplar. Diese griechische Bibel Zwinglis wird als «Hausbibel» bezeichnet, da Zwingli auf dem hinteren Vorsatzblatt Notizen über die Geburt seiner Kinder machte.
Eine 1519 in Lyon gedruckte Vulgata war seine Reisebibel. Er nahm sie auch in ihrem (nicht erhaltenen) Transportbehälter auf das Schlachtfeld bei Kappel mit, wo er 1531 als Feldprediger starb. «Die Typen sind sehr klein, das Format Oktav oder klein Quart (18 × 13 cm), das Gewicht bloss 800 Gramm. Für die Reise mochte Zwingli nicht leicht eine bequemere Ausgabe zu Gebote stehen.»
Es ist bekannt, dass Zwingli in seiner Privatbibliothek Werke Martin Luthers, Werke altgläubiger Theologen und Werke von Theologen der Täuferbewegung besass, mit denen er sich kritisch auseinandersetzte. Zu einem auffällig hohen Teil wurden diese 1532 nicht in die Grossmünsterbibliothek übernommen und sind somit nicht erhalten. Das deutet darauf hin, dass Zwinglis Privatbibliothek von ihm selbst oder jemand anderem «gesäubert» worden war. Drei 1518 von Froben in Basel gedruckte Lutherschriften schenkte Zwingli Joachim Vadian:
- Luthers Bericht über sein Verhör durch Kardinal Cajetan in Augsburg 1518 (Acta Augustana),[31][32]
- Luthers Appell an ein Konzil als Konsequenz aus diesem Verhör (Appellatio Fra. Martini Luther ad Concilium),[31][33]
- einen Band, der Luthers Erläuterungen seiner 95 Thesen (Resolutiones disputationem de indulgentiarum virtute), Schriften im Vorfeld der Leipziger Disputation 1519 und mehrere Predigten Luthers enthielt.[31][34]

In Zwinglis Bibliothek verblieb nur eine Lutherschrift, die ihm Vadian geschenkt hatte: «Luthers Erklärung seiner 13. These über die Macht des Papstes» (Resolutio Lutheriana super propositione sua decima tertia de potestate papae). In dieser Abhandlung erläuterte Luther seine Position zur päpstlichen Autorität für den Fall, dass er auf der Leipziger Disputation nicht als Teilnehmer zugelassen würde. Gegenüber dem tatsächlichen Verlauf der Disputation findet sich hier eine systematischere Darstellung dieses Themas. (Zum Vergleich: In der Zürcher Grossmünster-Bibliothek war Luther der am besten vertretene Autor, noch vor der Bibel und Erasmus von Rotterdam.)
Von Philipp Melanchthon bewahrte Zwingli in seiner Bibliothek eine Frühschrift, einen Basler Druck des vorgeblich objektiven Berichts über die Leipziger Disputation (Epistola de Lipsica Disputatione), mit dem er die Meinung über diese Veranstaltung in Humanistenkreisen zugunsten Luthers beeinflussen konnte. Die zweite Melanchthonschrift in Zwinglis Bibliothek war eine Zusammenstellung von Kirchenvätertexten zum Thema Realpräsenz, die Melanchthon 1530 als Reaktion auf das Marburger Religionsgespräch veröffentlicht hatte. In Marburg konnten Luther und Zwingli ihren Streit über das Abendmahl nicht beilegen. Beide Seiten hatten dort versucht, die Kirchenväter für ihre Position heranzuziehen; Melanchthons Veröffentlichung führte diese Diskussion fort.

## Integration der Bücher Zwinglis in die Bibliothek des Grossmünsters
Nach dem Tod des Reformators erwarb Heinrich Bullinger, dem Wunsch Zwinglis entsprechend, dessen Privatbibliothek für die Stiftsbibliothek am Zürcher Grossmünster. Auf unbekannten Wegen gelangten aber mehrere Bücher in die erst 1629 gegründete Stadtbibliothek Zürich, einzelne sogar in die Kantonsbibliothek Aarau und die Stiftsbibliothek St. Gallen. Über 200 Bücher, die Zwingli an seinem Lebensende besass, sind nicht erhalten. Darunter sind auffällig viele in den 1520er Jahren gedruckte, also noch recht neue Bücher, die Zwingli möglicherweise nach der Lektüre für nicht aufbewahrenswert hielt – umso mehr, wenn die Verfasser seine theologischen Gegner waren.
In der Grossmünster-Bibliothek waren Zwinglis Bücher für einen grösseren Personenkreis zugänglich. Weitere Leser des 16. Jahrhunderts machten darin ihre Anstreichungen und schreiben Randbemerkungen hinein. Bei der Kürze solcher Notizen ist es manchmal nicht eindeutig zu klären, ob Zwinglis Handschrift vorliegt oder die eines späteren Lesers. Martin Germann hält es für möglich, dass die meisten seiner Bücher ursprünglich einen eigenhändigen Besitzvermerk besassen, ob auf dem Buchdeckel, dem Vorsatzblatt oder dem Titelblatt. Nachdem sie aber in die Grossmünster-Bibliothek einsortiert waren, «wurden im Lauf der Zeit Spuren verwischt».

## Forschungsgeschichte
Der Archidiakon und Chorherr Heinrich Brennwald nahm 1808 zeitweise die ausgelagerte Grossmünster-Bibliothek in seiner Wohnung auf und sah bei dieser Gelegenheit die alten Drucke auf Besitzvermerke durch. Er legte das erste Verzeichnis von Büchern Zwinglis an. Bei der Jubiläumsausstellung zum 400. Geburtstag Zwinglis wurden 1884 neben anderen Zwingli-Reliquien auch die damals bekannten Bücher aus seiner Bibliothek gezeigt. Johann Martin Usteri untersuchte 1885/1886 die Entwicklung Zwinglis zum Reformator anhand von «bisher zum Theil unbekannten Quellen»; damit waren Randbemerkungen in diesen Büchern gemeint. Nun kamen Zwinglis Bücher in den Fokus der reformationsgeschichtlichen Forschung.
Die erste gründliche Untersuchung, welche Bücher Zwingli sein Eigentum nannte, erstellte Walther Köhler 1921. Er ging «von seiner eigenen Kartei der durch Zwingli benützten Literatur aus und konsultierte dann den Katalog der Zentralbibliothek, ein wider Erwarten sehr erfolgreiches Verfahren». Köhler identifizierte 94 erhaltene Bücher, die er Zwingli sicher zuweisen konnte. Bei sieben weiteren Titeln hielt er es für möglich, dass Zwingli sie besass. Weit grösser war die Zahl der Bücher, die Zwingli nachweislich benutzt hatte. Der Bibliothekar Jakob Werner rezensierte Köhlers Schrift für die Neue Zürcher Zeitung und verwies auf den von Konrad Pellikan angelegten Katalog der Bibliothek des Zürcher Grossmünsters. Werner und Köhler identifizierten weitere Bücher aus Zwinglis Besitz.
Nach 1921 trat ein Stillstand in der Erforschung von Zwinglis Buchbesitz ein, bis Martin Germann im Kontext der Erforschung des Zürcher Bibliothekswesens seit den 1980er Jahren neue Impulse setzte. Pellikans rekonstruierten Katalog wertete Germann 1994 systematisch aus. Die Schwierigkeit besteht darin, dass Zwinglis Bücher bereits bei ihrer Aufstellung in der Stiftsbibliothek mit anderen Büchern vermischt worden waren, so dass nur selten drei oder mehr von ihnen nebeneinander standen.
Die anlässlich des Reformationsjubiläums erschienene Monographie von Urs B. Leu und Sandra Weidmann (2019) informiert über Zwinglis Umgang mit Büchern, Leseverhalten, Randnotizen und Besitzvermerke. Der Katalogteil bietet für alle 205 erhaltenen Bücher die bibliographischen Informationen. Bei den verlorenen Büchern der Bibliothek Zwinglis wird referiert, was dafür spricht, dass sie in Zwinglis Besitz waren, und was über ihre Benutzung durch Zwingli bekannt ist.